# 三條港
三條港（印尼語：Sentebang）是印度尼西亞西加里曼丹省三發縣假獅鎮下轄的一個村，位於該鎮西南部，為假獅鎮的政府所在地，北連Sungai Nyirih村，西臨納土納海，南接二條港村，東與打加冷鎮斯加勞村、Sari Makmur村相鄰。